# Бангкокский нокаут
Бангкокский нокаут (тайск. โคตรสู้ โคตรโส) — тайский кинофильм с боевыми искусствами режиссёра Панны Ритикрая, выпущенный в 2010 году.

## Сюжет
Одержав победу в конкурсе за участие в голливудском фильме, группа молодых каскадеров устраивает вечеринку в местном кафе. После этого они просыпаются на стройке. Не понимая где они, ребята решают, что персонал кафе им мстит за то, что они устроили погром и избили официанта. Хотя это на самом деле правда, персонал завлёк победителей в смертельный тотализатор, где героям предстоит не лёгкое сражение за свои жизни и жизни товарищей. В это время несколько олигархов разных национальностей смотрят на всё это и делают ставки на победителей.

## В ролях
- Сорапонг Чатри — Джерам
- Кериссак Удомнак — Ван Чаи
- Чатчапол Кулсиривутхичай — Под
- Танавит Вонгсуван — Пом
- Супарксорн Чаимонгкол — Джой
- Пимчанок Луевисадпаибул — Баи-Ферн
- Сумрет Муенгпут — Ао
- Пучонг Сартнок — Эддо
- Саравут Кумсорн — U-Go
- Гитабак Агохджит — Гит
- Криттия Лардпханна — Кук Яи
- Пунняпат Сунканчанон — Лерм
- Спиди Арнольд — Мистер Снид
- Патрик Тэнг — Доктор Дюсчанон
- Панна Риткраи — шеф-повар
- Винаи Виангуянкунг — Нат
- Вират Кемкрад — Джао
- Дека Партам — Джейми
- Сацеп Сисаи — Чёрный олигарх